# Liu Qing (Leichtathletin)
Liu Qing (chinesisch 周海燕; * 28. April 1986 in Xuecheng) ist eine ehemalige chinesische Leichtathletin, die sich auf den Mittelstreckenlauf spezialisiert hat. Ihre größten Erfolge feierte sie mit dem Gewinn der Goldmedaille über 800 und 1500 Meter bei den Hallenasienspielen 2007 und 2009.

## Sportliche Laufbahn
Erste internationale Erfahrungen sammelte Liu Qing im Jahr 2003, als sie bei der Sommer-Universiade in Daegu mit 2:03,46 min im Halbfinale im 800-Meter-Lauf ausschied. Im Jahr darauf gewann sie bei den Hallenasienmeisterschaften in Teheran in 2:14,4 min die Silbermedaille hinter der Japanerin Miki Nishimura und 2005 gewann sie bei der Studentenweltspielen in Izmir in 4:12,76 min die Bronzemedaille im 1500-Meter-Lauf hinter der Russin Olesja Syrewa und Tetjana Holowtschenko aus der Ukraine. Zudem belegte sie in 2:02,27 min den vierten Platz über 800 Meter. Im November siegte er dann in 2:00,11 min über 800 Meter bei den Ostasienspielen in Macau. Im Jahr darauf nahm sie an den Asienspielen in Doha teil und belegte dort in 2:09,39 min den siebten Platz über 800 Meter und gelangte im 1500-Meter-Lauf mit 4:23,80 min auf Rang sechs. 2007 schied sie bei den Weltmeisterschaften in Osaka mit 2:04,35 min in der ersten Runde über 800 Meter aus und kam auch über 1500 Meter mit 4:12,71 min nicht über den Vorlauf hinaus. Anschließend siegte sie in 2:06,13 min über 800 Meter bei den Hallenasienspielen in Macau. Im Jahr darauf belegte sie bei den Hallenasienmeisterschaften in Doha in 2:07,26 min den sechsten Platz über 800 Meter und nahm dann im August über 1500 Meter an den Olympischen Sommerspielen im heimischen Peking teil und schied dort mit 4:09,27 min in der ersten Runde aus.
2009 schied sie bei der Sommer-Universiade in Belgrad mit 4:22,98 min im Vorlauf über 1500 Meter aus und im Oktober siegte sie in 4:19,04 min bei den Hallenasienspielen in Hanoi. Anschließend belegte sie bei den Asienmeisterschaften in Guangzhou in 2:07,36 min den fünften Platz über 800 Meter und siegte daraufhin in 2:06,41 min und 4:21,64 min bei den Ostasienspielen in Hongkong. Im September 2013 bestritt sie ihren letzten offiziellen Wettkampf und beendete daraufhin ihre aktive sportliche Karriere im Alter von 27 Jahren.
In den Jahren 2005, 2007 und 2008 wurde Liu chinesische Meisterin im 800-Meter-Lauf sowie 2005 und 2007 auch über 1500 Meter.

## Persönliche Bestzeiten
- 800 Meter: 1:59,74 min, 21. Oktober 2005 in Nanjing
  - 800 Meter (Halle): 2:02,90 min, 1. März 2005 in Tianjin (chinesischer Rekord)
- 1500 Meter: 4:04,00 min, 19. Oktober 2005 in Nanjing
  - 1500 Meter (Halle): 4:15,75 min, 19. Februar 2005 in Shanghai